# چروونا گورا (استان اشوی‌داشکسیه)
چروونا گورا (به لهستانی: Czerwona Góra) یک منطقهٔ مسکونی در لهستان است که در گمینا سادوویه واقع شده‌است. چروونا گورا ۱۹۰ نفر جمعیت دارد.